# Valiat de l'Àndalus
Valiat de l'Àndalus, de Còrdova o Emirat dependent de Còrdova són denominacions del període de la història de l'Àndalus entre 711 i 756, així com de la institució política que la governava. La capital del valiat o emirat fou establerta inicialment a Sevilla i finalment a Còrdova.
Amb la conquesta musulmana de la península Ibèrica, l'antic Regne Visigot es va convertir en un valiat, és a dir, un territori governat per un valí (governador) dependent del Califat de Damasc i subordinat al centre polític del Maghreb (occident de l'imperi musulmà), que es trobava a Kairuan (en l'actual Tunísia).
Durant aquest període, el problema intern principal fou l'enfrontament entre els conqueridors d'origen àrab i els berbers a causa del repartiment desigual de les terres conquistades en favor dels àrabs.

## La independència amb l'emirat
A mitjan segle viii, la Revolució abàssida va destronar i assassinar el califa omeia de Damasc, Marwan II, i a la seva família, i s'escapà només el jove Abd-ar-Rahman. Aquest, primer, es refugià al nord d'Àfrica i posteriorment passà a la península, on després d'imposar-se es proclamà emir l'any 756. Aquest títol implicava la independència política dels califes abàssides (que van traslladar la capital del califat a Bagdad), encara que seguia reconeixent la seva autoritat religiosa.
Durant l'emirat, l'Àndalus va haver d'afrontar problemes externs contra els cristians del nord de la península que van avançar fins a Zamora; i contra els francs, que després de conquistar Girona i Barcelona, van establir una marca o província fronterera al sud dels Pirineus, la denominada Marca Hispànica. A més, va haver-hi problemes interns causats per les revoltes dels muladís perquè se sentien discriminats respecte als conqueridors musulmans, que pagaven menys imposats.